# Hetty E. Verolme
Hetty Esther Verolme (* Februar 1930 in Antwerpen, Belgien; † 9. Juli 2024) war eine in Australien lebende Überlebende des Konzentrationslagers Bergen-Belsen und Autorin.

## Leben
Hetty Esther war die Tochter von Maurice Mozes Werkendam und Hendrika van Kamerik. Ein Jahr nach ihrer Geburt zog die Familie nach Amsterdam. Ende des Jahres 1943 wurden Hetty, ihre beiden jüngeren Brüder Max und Jackie sowie ihre Eltern dort verhaftet, im Durchgangslager Westerbork interniert und später in das Konzentrationslager Bergen-Belsen deportiert. Im Dezember 1944 wurden die Eltern von 40 Kindern mit unbekanntem Ziel deportiert. Die Gruppe der Kinder im Alter von 10 Monaten und 13 Jahren blieb alleine zurück und wurde in die Baracke 211, in das sogenannte Kinderhaus, eingewiesen. Hetty wurde zunächst von der Gruppe getrennt, erhielt aber einige Zeit später vom SS-Kommandanten Josef Kramer die Erlaubnis in das Kinderhaus zu ziehen.
Hetty betreute mit den älteren Kindern die Gruppe, geleitet und unterstützt von Luba Tryszynska, einer polnischen Jüdin, genannt Schwester Luba und als der Engel von Bergen-Belsen bezeichnet – sie hatte ihren Mann und ihren dreijährigen Sohn im KZ Auschwitz verloren. Gemeinsam versuchten die Kinder zu überleben. Die vierzehnjährige Hetty wurde die kleine Mutter genannt.
Zwei Baracken vom Kinderhaus entfernt war Anne Frank interniert.
Wenige Tage nach der Befreiung des Lagers am 15. April 1945 fertigte Hetty auf Wunsch ihrer englischen Befreier eine kurze Niederschrift über ihre Erlebnisse an. Am 18. April wurde sie von dem BBC Reporter Patrick Gordon Walker, dem späteren britischen Außenminister, interviewt. Sie kehrte mit ihren zwei Brüdern in die Niederlande zurück, wo die drei Geschwister ihre Eltern, die gleichfalls überlebt hatten, wiedertrafen. Sie heiratete, ihre Eltern und ihre Brüder emigrieren nach Australien. Hetty blieb mit ihrem Mann in den Niederlanden. Als er stirbt, wanderte sie 1954 mit ihrer Tochter gleichfalls nach Australien aus.
Im Jahr 2000 veröffentlichte sie ein Buch über das Kinderhaus. Detailliert beschreibt sie das Grauen des Lagerlebens. Sie widmete das Buch ihren beiden Enkelkindern. In Australien wurde es mit dem National Literary Award und dem Christina Stead Award from the Fellowship of Australian Writers ausgezeichnet. Das Buch sowie eine gekürzte Version aus dem Jahr 2010 wurden inzwischen in mehrere Sprachen übersetzt.

## Werke
- The Children's House of Belsen. Published by Werma Pty. Ltd. Perth, Western Australia 2009, 2013 as Trustee for „The Children For Bergen Trust“. ISBN 978-0-9922973-0-5. First püblished 2000 by Freemantle Press, Western Australia.
  - De kinderbarak van Bergen-Belsen. Omniboek, Utrecht 2011, ISBN 978-90-5977-620-3.
  - Wir Kinder von Bergen-Belsen. Übersetzung ins Deutsche von Mirjam Pressler. J. Beltz Verlag, Weinheim/Basel 2005, ISBN 3-407-85785-3.
  - La maison des enfants. Übersetzung ins Französische von Isabelle Thibaudière, Edition: France Loisirs. Paris 2007, ISBN 2-298-00005-0
- Hetty: A True Story, Fremantle Press 2010, ISBN 978-1-921361-33-3. (gekürzte Version)
  - De kleine moeder van Bergen-Belsen. Hoe de 14-jarige Hetty het concentratiekamp overleefde, Omniboek, 2014, ISBN 978-94-019-0323-3.
  - Hetty: Una Historia Real, Almuzara Editorial, Cordoba 2013, ISBN 978-84-15828-31-0.
  - Hetty: Una Storia Vera, Übersetzung ins Italienische von M. Fessart, Editrice Il Castoro 2012, ISBN 978-88-8033-617-4